# Tor Vergata
Tor Vergata är en frazione inom storstadsregionen Rom i regionen Lazio i Italien. Namnet Tor Vergata kommer av godset Tor Vergata vid Via Casilina. Tor Vergata ingår i Municipio Roma VI.

## Kommunikationer
Tunnelbanestationer
- Torrenova
- Torre Gaia
- Torre Angela

### Webbkällor
- ”Municipio Roma VI” (på italienska). Comune di Roma. Arkiverad från originalet den 25 januari 2020. http://archive.md/FCWjj. Läst 25 januari 2020.